# Банк Москвы
Банк Москвы — российский банк, существовавший в 1995—2016 годах. Главный офис располагался в Москве. 10 мая 2016 года большая часть активов и обязательств перешла в ВТБ, остаток прежнего банка, сохранивший прежнюю лицензию, был переименован в «БМ-Банк».

## История
5 января 1995 года мэр Москвы Юрий Лужков подписал распоряжение «О первоочередных мерах по созданию Московского муниципального банка», которое предусматривало «поэтапную передачу всех бюджетных и внебюджетных счетов Москвы для обслуживания указанным банком». Рабочую группу по созданию банка возглавил Андрей Бородин, являвшийся советником мэра и правительства Москвы по финансовым и экономическим вопросам. Именно он был инициатором создания принадлежащего мэрии банка для обслуживания её финансовых потребностей.
2 марта была одобрена реорганизация созданного меньше года назад «Мосрасчетбанка» в «Московский муниципальный банк — Банк Москвы», президентом которого стал Андрей Бородин.
В 1998 году был приобретён (поглощён) «Мосбизнесбанк». В 1999 году был заключён договор о сотрудничестве с «Кредитным банком Эстонии», который был приобретён в 2012 году.
В 2004 годe банк был переименован в Открытое акционерное общество «АКБ „Банк Москвы“».
В 2005 году был основан дочерний банк «БМ Украина», чей уставный капитал составил 10 миллионов евро. Также «Банк Москвы» владел латвийским «Бизнесбанком» и белорусским «Иностранным банком Москва-Минск».
С 2006 года прямая доля городского правительства стала меньше контрольной. К 2009 году мэрия имела 44 %, Бородин и заместитель председателя совета директоров «Банка Москвы» Алалуев через восемь фирм — 45,62 %, что позволяло блокировать смену устава и допэмиссию акций банка, если её сумма превышает четверть уставного капитала.
В ходе финансового кризиса в 2008—2009 году город выделил на выкуп дополнительной эмиссии акций банка 28 млрд руб, в апреле 2010 года Юрий Лужков подписал распоряжение о выделении в 2010 году на эту процедуру 7,5 млрд руб.
Из-за отставки Юрия Лужкова осенью 2010 года Fitch Ratings поместило рейтинги Банка Москвы под наблюдение в список Rating Watch «Негативный», в релизе говорилось о «тесной связи банка с прошлой администрацией города, значительных объемах бизнеса банка с компаниями, тесно связанными с властями города, и, по всей видимости, достаточно конфронтационном характере проведенной в Москве смены власти».
К ноябрю 2010 года банк имел следующую акционерную структуру: мэрия Москвы — 46,48 % напрямую и 17,32 % через группу дочерних компаний ОАО «Столичная страховая группа», Андрей Бородин и его советник Лев Алалуев — 20,32 %, миноритарные пакеты принадлежали Goldman Sachs (3,88 %) и Credit Suisse (2,77 %).
К 2011 году банк обслуживал более 60 тыс. клиентов среди московских предприятий и имел более 9 млн клиентов. Ко второму кварталу 2010 года банк замыкая первую пятерку по активам (821,7 млрд руб.) и капиталу (87,95 млрд руб.), по средствам физлиц входил в тройку (172,77 млрд руб.).

### Покупка группой ВТБ
В феврале 2011 год ВТБ приобрёл 46,48 % «Банка Москвы» и блокпакет в «Столичной страховой группе» у городской мэрии за 103 млрд рублей (пакет в банке стоил 92,8 млрд.). Сделка проходила без выполнения Due diligence и конкурса, хотя активом также интересовались «Альфа-банк» и «Юникредит». После этого начался конфликт между старыми и новыми акционерами, привлекавшими к процессу Счётную палату и правоохранительные органы.

Логотип банка с 2005 по 2016 год

К маю представители ВТБ заявляли о наличии в департаменте инвестиционных активов банка фальсифицированных кредитных договоров и решений, в том числе в пользу не ведших хозяйственную деятельность фирм (около 150 млрд руб.). Также были обнаружены кредиты в 360 млрд руб, которые получили компании, связанные с бывшими акционерами. Размер проблемных кредитов оценивался в 211 (Бородин), 266 (Костин), 365 (президент «Банка Москвы» Михаил Кузовлев) млрд. руб. Бывший глава банка Андрей Бородин указывал, что проблемными они стали только из-за конфликта старых и новых акционеров, сами кредиты имели финансовое обеспечение в 266 млрд руб.
В июле 2011 года АСВ предоставило «Банку Москвы» обеспеченный залогом кредит на сумму 295 млрд рублей по ставке 0,51 % годовых на 10 лет, которые взяло в кредит у Центробанка на 5 лет по ставке 0,5 % годовых. Как отмечал министр финансов Алексей Кудрин, санация «Банка Москвы» без ВТБ обошлась бы почти в 450 млрд руб. (вкладчики — 160 млрд руб., бюджет — 200 млрд руб., внешние заёмщики — $3 млрд.). Для получения госпомощи ВТБ должен был «за счет повышения капитализации и путем выкупа акций у акционеров» увеличить свою долю в банке до 75 %, инвестировать госбанк решил через дочерние компании «ВТБ Пенсионный Администратор» и «ВТБ Долговой центр», также увеличив уставный капитал своего актива с 18 млрд руб. до 100 млрд руб. Капитализация Банка Москвы на ММВБ (по итогам на 30 июня) составляла 143,82 млрд руб, снизившись за год на 20 %. Финансовые аналитики отмечали беспрецедентные условия финансовой помощи, подрывающие все основы рыночной конкуренции.
Осенью ВТБ выкупил за 50,2 млрд руб. (26 процентный дисконт относительно февральской сделки) 34,09 % акций у миноритарных акционеров: офшоров Losamp Trade (принадлежал инвестору Виталию Юсуфову, выкупившему в марте долю Бородина за счёт кредита в Банке Москвы в 30 млрд руб) и Durland Investment Limited, предпринимателя Сулеймана Керимова и Столичной страховой группы. После этого акционерами банка были: ВТБ (80,57 %), Столичная страховая группа (13,92 %), зарегистрированная на Британских Виргинских Островах Plenium Invest (4,51 %), 1 % принадлежал другим акционерам.
В феврале 2012 года Банк Москвы за долги получил 52,16 % акций РНКБ, проданного в октябре 2010 года другим акционерам. Сумму сделки оценивали в 115 млн руб. В марте 2014 года правительство Крыма через ГУП «Вода Крыма» приобрели РНКБ для развития банковской системы в регионе после ухода с полуострова украинских банков из-за его аннексии Россией.

### Присоединение к банку ВТБ
В апреле 2014 года была разработана стратегия развития группы ВТБ, согласно которой «Банк Москвы» в рамках создания единого универсального банка будет присоединен к банку ВТБ (не имевшему на тот момент розничного направления.).
В июле 2014 года банк попал под американские санкции вместе с ВТБ и «Россельхозбанком».
11 января 2016 года наблюдательный совет ВТБ принял решение об увеличении уставного капитала «Банка Москвы» почти на 43 млрд руб. (после которой его доля составит 100 %) путём размещения по закрытой подписке 73 млн 253 тыс. 833 дополнительных обыкновенных акций номиналом в 100 руб. с ценой размещения 587 руб. за акцию. Процедура была завершена к маю 2016 года.
10 мая 2016 года был завершён процесс присоединения «Банка Москвы» к ВТБ. В рамках реорганизации банк был поделен на две части: большая часть его бизнеса была выделена в «Банк Специальный» и переведена на баланс ВТБ (70 % активов, 900 млрд руб.); депозит АСВ и купленные за его счёт облигации федерального займа вместе с проблемными активами (30 %, 400 млрд руб.) перешли на баланс «БМ банка», который будет находиться под процедурой санации. К этом моменту ВТБ погасил 26 млрд руб. из выданных АСВ 295 млрд руб., по плану финансового оздоровления Банк Москвы в 2016—2018 году должен был создать резервы на возможные потери по проблемным активам в размере 68,9 млрд руб. За счёт поглощения банка ВТБ рассчитывало сэкономить до 10 млрд руб. в год.
15 марта 2017 года Украиной были введены санкции на один год в отношении дочерних компаний российских банков в стране, к которым относится и принадлежащий «Банку Москвы» БМ Банк. Они предусматривают ограничения на вывод капитала за пределы страны в пользу связанных лиц, касающиеся любых операций в пользу материнских банков (предоставление межбанковских кредитов, депозитов, субординированных долгов, размещение счетов на корсчетах. выплата дивидендов и процентов, и т. п.).
2018 год — год окончательного присоединения «Банка Москвы» к банку ВТБ с ликвидацией бренда «Банк Москвы».

## Руководство
С 1995 по 2011 год президентом банка был Андрей Бородин.
С весны 2011 по май 2015 года банк возглавлял Михаил Кузовлев.

## Показатели деятельности
На 31 декабря 2014 года активы Банка Москвы составляли 2129,1 млрд рублей, обязательства — 1941,5 млрд руб., собственные средства — 187,6 млрд рублей.

## Рейтинговые оценки
- Рейтинговое агентство АКРА  в 2024 году присвоило АО «БМ-Банк» рейтинговую оценку AA(RU) со стабильным прогнозом[25].
- Рейтинговое агентство НКР в декабре 2024 года присвоило АО «БМ-Банк» кредитный рейтинг AA+.ru со стабильным прогнозом[26].

## Достижения и признание
- Агентство Brand Finance в феврале 2011 года оценило бренд Банка Москвы в 842 млн долларов США и включило его в Топ-200 ведущих финансовых брендов мира[27]
- По результатам работы 2012 года, в рейтинге Топ-500 мировых банковских брендов британского журнала «The Banker», Банк Москвы поднялся на 86 позиций, переместившись со 190-й строки на 104-ю[28].
- RETAIL FINANCE AWARDS 2015: лучший в номинации «Креатив года»[29];
- «Эксперт РА» 2015: вошел в топ-3 российских банков по количеству выданных ипотечных кредитов[30]; лидер по темпу роста портфеля кредитов малому бизнесу[31];
- Рейтинги Usabilitylab 2015: 4 место в топе интернет-банков по удобству использования[32]; 2-е место в рейтинге мобильных приложений банков по удобству использования[33];

## Логотип
- 1995—2005 гг. — красная буква «М», внизу слова «БАНК МОСКВЫ».
- 2005—2016 гг. — красная жирная буква «М» в виде зубца стены Московского Кремля, внизу слова «БАНК МОСКВЫ».